# Terminalia densiflora
Terminalia densiflora är en tvåhjärtbladig växtart som beskrevs av William Grant Craib. Terminalia densiflora ingår i släktet Terminalia och familjen Combretaceae. Inga underarter finns listade i Catalogue of Life.